# Imanol Ezkurdia
Imanol Ezkurdia Ugalde (Lezo, Guipúzcoa, 4 de enero de 1999) es un futbolista español que juega como defensa en el Real Unión Club de la Primera División RFEF.

## Trayectoria
Nacido en Lezo, Guipúzcoa, País Vasco, se formó en la cantera de la Real Sociedad. Tras acabar su etapa juvenil, en la temporada 2018-19 fue asignado a la Real Sociedad de Fútbol "C" en Tercera División. 
El 10 de marzo de 2019 debutó con la Real Sociedad de Fútbol "B" en Segunda División B en un encuentro frente al C. D. Tudelano.[cita requerida] En la misma temporada disputó 7 partidos con el filial txuri-urdin. La campaña siguiente pasó a ser miembro del primer filial a todos los efectos. 
El 29 de marzo de 2021 fue convocado por el primer equipo para entrenar en vísperas de la final de la Copa del Rey 2019-20.
Al término de la temporada, el 23 de mayo de 2021, logró el ascenso a la Segunda División, tras vencer en la eliminatoria definitiva al Algeciras C. F.
En la campaña 2021-22 formó parte de la plantilla para su debut en la categoría. El 28 de diciembre de 2021 se oficializó su cesión hasta final de temporada al Real Unión Club.

## Clubes
| Club              | País   | Periodo   | Partidos (goles) |
| ----------------- | ------ | --------- | ---------------- |
| Real Sociedad "C" | España | 2018-2019 | 14 (0)           |
| Real Sociedad "B" | España | 2019-act. | 57 (1)           |
| Real Unión Club   | España | 2022-act. | -                |